# Thiết bị viễn thông
Thiết bị viễn thông (còn gọi là thiết bị thông tin liên lạc) là các thiết bị phần cứng được sử dụng cho mục đích viễn thông. Kể từ những năm 1990, ranh giới giữa thiết bị viễn thông và phần cứng IT đã trở nên mờ nhạt do sự phát triển của internet và vai trò ngày càng tăng của nó trong việc truyền dữ liệu viễn thông.
Hầu hết các thành phần thiết yếu của viễn thông hiện đại được xây dựng từ MOSFETs (metal–oxide–semiconductor field-effect transistors), bao gồm các thiết bị di động, bộ thu phát, mô-đun trạm gốc, bộ định tuyến, bộ khuếch đại công suất RF, bộ vi xử lý, chip nhớ và mạch viễn thông. Tính đến năm 2005, thiết bị viễn thông chiếm 16,5% thị trường bộ vi xử lý hàng năm.